# 刘毓标
刘毓标（1908年—1997年4月25日），男，江西横峰县葛源镇人，中国人民解放军将领、中国人民解放军开国少将、江苏省政协副主席。

## 生平
世代佃农。刘毓标兄弟姐妹9人，有6人因病饿夭折。7岁放牛种田，10岁时受族人资助读了两年半私塾，17岁外出当木匠学徒。
1928年加入中国共产主义青年团，1930年转入中国共产党。1934年2月闽浙赣省委主办的共产主义学校白区工作训练班结业后，被方志敏派到皖南开辟新区。1937年初为响应西安事变，刘毓标带领一个连去浙南寻找粟裕、刘英，沿途部队被打光，1937年3月在浙江衢县姜孟坑村纸厂重伤被俘，被警卫员出卖了真实身份，羁押于衢县看守所受酷刑拷问。1937年抗战爆发后，刘英、粟裕领导的闽浙边临时省委派闽浙抗日游击总队副司令员兼参谋长陈铁君到驻衢县的闽浙皖赣边区绥靖主任公署主任、四省边区剿匪总指挥刘建绪谈判国共合作抗日，陈铁君被捕与刘毓标关在一间牢房里。淞沪会战日军在杭州湾登陆后，急需用红军参战，又把陈铁君请出去谈判。刘毓标向陈说了自己的真实身份，希望陈在和谈判时把皖浙赣根据地包括进去。经陈铁君交涉，1937年8月5日刘毓标获释出狱。
1955年授予中国人民解放军少将、获二级八一勋章、一级独立自由勋章和一级解放勋章。
因1937年3月被俘的历史问题，1959年2月，南京军区党委对刘毓标1937年被俘问题审查作了“悬案”结论，在报总政治部未获批准情况下，南京军区党委要求刘毓标转业，虽然不断申诉，1961年4月被迫转业。1980年7月10日江苏省委报中央批准，作出《关于刘毓标同志被俘问题复查报告的批复》：“刘毓标同志1937年3月被俘问题，已经审查清楚，没有间题。刘毓标同志被俘期间的表现是好的，保持了共产党员的革命气节……‘悬案’结论予以撤销。”
1995年8月中央批准，刘毓标被定为省长级待遇。

## 家人
出处：
- 夫人赵倩，1940年底从上海市投奔新四军，抗大五分校女生队一期学员。

- 长子刘华申：1962年南京工学院毕业。江苏省建工程局副局长退休。
- 次子刘华明：1967年北京航空学院飞机设计专业毕业，南京航空学院教师、系党总支副书记、院党委组织部部长、院党委副书记，南京财经大学纪委书记退休。
- 三女刘东东：江苏生产建设兵团农业劳动5年，被推荐到华东工程学院火工品专业学习。位于上海市徐汇区的中华人民共和国信息产业部电信科学技术第一研究所党委书记兼所长。
- 四子刘华苏：农村插队4年。解放军工程兵指挥学院政委。
- 五子刘华建：农村插队4年。江苏省军区副司令员兼参谋长
- 六女刘晓宁：深圳华润置地建设事业部纪委委员、人事行政部经理。